# The Moonchild Trio
The Moonchild Trio ist eine 2006 von John Zorn gegründete Supergroup, die sich verstärkt dem Jazzcore widmet. Das seit 2003 geplante Bandprojekt besteht aus Mike Patton, Trevor Dunn und Joey Baron.

## Supergroup
Alle Mitglieder arbeiteten bereits zuvor für und mit John Zorn in unterschiedlichen Projekten und waren darüber hinaus mit eigenen Bands und bei anderen populären Musikern als Studio- und Livemusiker beteiligt. Patton und Dunn ließen Mr. Bungles Debütalbum von Zorn produzieren und waren neben Mr. Bungle unter anderem über Fantômas populär. Alle drei Musiker traten in der Masadareihe von John Zorn in Erscheinung. Baron arbeitete darüber hinaus mit Tim Berne und Tony Bennett zusammen, Dunn zum Beispiel mit Brian Welch und Sean Lennon und Patton mit Björk, Lovage, Sepultura und neben vielen anderen mehr als beständiger Sänger der Band Faith No More.

## Bandgefüge
Die Band besteht aus den drei Musikern Trevor Dunn, Joey Baron und Mike Patton. Dunn am Bass und Baron am Schlagzeug bilden eine Rhythmusgruppe, während Patton als Sänger der Band fungiert, weitere Musiker wie andere Sänger, Gitarristen oder Saxophonisten treten lediglich als Gastmusiker in Erscheinung und sind kein fester Bestandteil der Band.
Als regelmäßig wiederkehrender Gastmusiker steuerte der Gitarrist Marc Ribot auf mehreren Produktionen Beiträge hinzu. Auch John Medeski war maßgeblich an der Entstehung des sechsten Albums des Projekts, Templars – In Sacred Blood, beteiligt. John Zorn, der die Musiker durch seine Tätigkeit als Komponist und Dirigent zusammenführte, gilt als Bandleader und künstlerischer Kopf der Gruppe. Ein Umstand, der auch durch die Vermarktung der Alben als John-Zorn-Produkte, mit der beiläufigen Erwähnung der Musiker bzw. von The Moonchild Trio oder The Moonchild Band, verstärkt wird. Hierdurch sind die Musiker letztlich nur die präsentierende Band, deren Besetzung jedoch im Kern feststeht.

## Stilistische Idee und Umsetzung
Zorn fügte der Veröffentlichung des ersten Projektalbums Moonchild (Songs without words) einen erläuternden Text hinzu, welcher auf dem Digipack der CD abgedruckt wurde. Hier verweist Zorn auf Einflüsse durch den Surrealisten Antonin Artaud, den Dirigenten und Komponisten experimenteller Musik Edgard Varèse und den Okkultisten Aleister Crowley. Die zugrunde liegende Idee des Projektes benennt Zorn mit den Worten:

„combining the hypnotic intensity of ritual (composition) the spontaneity of magick (improvisation) and in a modern musical format (rock).“

„Das Kombinieren der hypnotischen Intensität des Rituals (Komposition) und der Spontanität der Magie (Improvisation) in einem Format moderner Musik (Rock).“

Für diese Idee wollte Zorn den musikalischen Schöpfungsprozess aus Absprache und Erproben radikalisieren und ließ die Werke der Band in einer Art Jamsession entstehen. Für die Entstehung eines solchen Werks gibt Zorn ein komponiertes Stück vor und dirigiert es, wodurch die Musiker reagieren und improvisieren müssen. Hierbei ist besonders die Interaktion und Kommunikation zwischen den Beteiligten von maßgebender Bedeutung. Weshalb Zorn den Entstehungsprozess auch als besonderen Augenblick, welcher der gewünschten Kombination aus Ritual und Magie entspricht, bezeichnet.
Eine konzeptionelle Idee, die durch die Reduzierung der Musiker auf Bass, Schlagzeug und einen wortlosen Gesang vereinfacht wird. Alle Musiker wechseln dabei unterschiedlich in ihrer Funktion vom Teil der Rhythmusgruppe zum Solist und umgekehrt.
Ein besonderes Augenmerk in vielen Besprechungen gilt dem durchgehenden Scatgesang, der zwischen den verschiedenen Formen des gutturalem Gesangs, Pig Squeals sowie Varianten des Sprechens und regulärem Gesang wechselt und gelegentlich auch Elemente des Ober- und Untertongesangs nutzt.
Da Patton keine übliche Notationen lesen kann, spielt Zorn ihm die geschriebenen Noten vor, welche Patton dann wiederum in einer für ihn verständlichen und reproduzierbaren Schreibweise festhält.

## Geschichte
Das eigentliche Projekt gründete Zorn zur Realisierung einer Oper des Theaterregisseurs Richard Foreman und seines Ontological-Hysteric Theater. Die gewünschte Musik für die Oper entstand jedoch erst als zweites Album Astronome: A Night At The Opera, 2006 noch im selben Jahr wie das Debütalbum Moonchild: Songs Without Words.
Mit dem dritten Album Six Litanies For Heliogabalus begann die Band 2007 dann Gastmusiker in den kreativen Prozess einzubeziehen. Neben John Zorn am Altsaxophon, trugen Ikue Mori mit Keyboard und Sampling sowie Jamie Saft an der Orgel und der Kleine Chor aus Martha Cluver, Abby Fischer und Kirsten Soller zum Album bei. An den folgenden Alben The Crucible 2008 und Ipsissimus 2010 wirkten John Zorn und Marc Ribot als Gastmusiker mit, 2012 wirkte John Medeski auf der Aufnahme von Templars – In Sacred Blood mit. Für The Crucible brach Zorn auch mit der Idee des gänzlich wortlosen Gesangs und streute einige Namen von Engeln als Fragmente in den sonst Wortlosen Gesang ein.

## Diskographie
- 2006: Moonchild (Songs without Words) (Tzadik)
- 2006: Astronome (Tzadik)
- 2007: Six Litanies for Heliogabalus (Tzadik)
- 2008: The Crucible (Tzadik)
- 2010: Ipsissimus (Tzadik)
- 2012: Templars – In Sacred Blood (Tzadik)
- 2014: The Last Judgement (Tzadik)